# Браун, Адам (актёр)
Адам Браун (англ. Adam Brown; род. 29 мая 1980, Хангерфорд, Беркшир) — английский актёр театра и кино.

## Биография
Адам родился 29 мая 1980 года в Хангерфорде, Западный Беркшир, Англия. Окончил колледж Джона О’Гаунта, затем обучался актёрскому искусству в университете Миддлсекс. Там он встретил Клэр Плестед, вместе с которой в 2000 году создал театральную труппу «Плестед и Браун».
Получил известность благодаря роли Ори в кинотрилогии Питера Джексона «Хоббит».
После окончания работы в трилогии, снимался в фильмах «Голем», «Бункер», «Пираты Карибского моря: Мертвецы не рассказывают сказки».
В настоящее время Браун живёт в Лондоне. Открытый гей.

## Фильмография
| Год  |     | Русское название                                        | Оригинальное название                            | Роль                         |
| ---- | --- | ------------------------------------------------------- | ------------------------------------------------ | ---------------------------- |
| 2009 | с   | Чаклвидение                                             | ChuckleVision                                    | Освальд Поттер               |
| 2012 | ф   | Хоббит: Нежданное путешествие                           | The Hobbit: An Unexpected Journey                | Ори                          |
| 2013 | кор | Минимус                                                 | Minimus                                          | Минимус                      |
| 2013 | ф   | Хоббит: Пустошь Смауга                                  | The Hobbit: The Desolation of Smaug              | Ори                          |
| 2014 | ф   | Хоббит: Битва Пяти Воинств                              | The Hobbit: The Battle of the Five Armies        | Ори                          |
| 2016 | ки  | Бункер                                                  | The Bunker                                       | Джон                         |
| 2016 | ф   | Голем                                                   | The Limehouse Golem                              | мистер Джеррард              |
| 2017 | ф   | Бункер                                                  | The Bunker                                       | Джон                         |
| 2017 | ф   | Пираты Карибского моря: Мертвецы не рассказывают сказки | Pirates of the Caribbean: Dead Men Tell No Tales | Крэмбл                       |
| 2017 | ф   | Эмоджи фильм                                            | The Emoji Movie                                  | «Фонарик» / Троянский солдат |
| 2017 | с   | Конец ***го мира                                        | The End of the F***ing World                     | Кайл                         |
| 2021 | ф   | Стэнливилль                                             | Stanleyville                                     | Мэнни                        |
| 2021 | с   | Англичанка                                              | The English                                      | Хогарт Соломан               |